# هاكني الشمالية وستوك نيوينغتون (دائرة انتخابية في المملكة المتحدة)
هاكني الشمالية وستوك نيوينغتون (بالإنجليزية: Hackney North and Stoke Newington)‏ هي إحدى الدوائر الانتخابية في المملكة المتحدة الممثلة في مجلس العموم في برلمان المملكة المتحدة.
عضو البرلمان الذي يمثلها حالياً هو :Ms Diane Abbott (Lab).